# Vlag van Washington (staat)
De vlag van Washington bestaat uit het Washingtonse staatszegel in een donkergroen veld.
Het zegel toont een portret van George Washington, de eerste president van de Verenigde Staten, naar wie de staat Washington is vernoemd. De vlag is in gebruik sinds 7 juni 1923; in de periode daarvoor had Washington geen eigen officiële vlag.
De vlag is de enige Amerikaanse staatsvlag met een portret van een Amerikaanse president en ook de enige met een groen veld. Aangezien Washingtons gedetailleerd weergegeven hoofd apart op de voor- en achterzijde van de vlag genaaid moet worden, is de vlag van Washington de kostbaarste van alle Amerikaanse staatsvlaggen.